# Асхаби
Асхаби (арап.  — „другови, пријатељи”), су били пријатељи исламског посланика Мухамеда.

## Дефиниција асхаба
Већина муслимана сматра свакога ко је познавао или видио Мухамеда, вјеровао у његова учења, и умро као муслиман, асхабом. Списак угледних асхаба обично се креће од педесет до шездесет имена, међу којима су људи који су били најближи Мухамеду. Наравно, било је још људи који су имали неке везе са њим. Многи од њих су идентификовани од стране каснијих учењака, и њихова имена и биографије су записане у књигама. 
Сматра се веома важним у потпуности идентификовати Мухамедове асхабе због тога што њихова свједочења кроз хадисе или обичајне поступке играју значајну улогу у разумијевању исламске историје и исламске праксе.